# UGC 6923
 UGC 6923  är en oregelbunden galax i stjärnbilden Stora Björnen. Den ligger granne med M109. 